# 卡尔佩内托
卡尔佩内托（義大利語：Carpeneto），是意大利亚历山德里亚省的一个市镇。总面积13.61平方公里，人口985人，人口密度72.4人/平方公里（2009年）。ISTAT代码为006033。